# Mns Me
Mns Me is een bestuurslaag in het regentschap Aceh Utara van de provincie Atjeh, Indonesië. Mns Me telt 372 inwoners (volkstelling 2010).